# 2005 GV210
2005 GV210, também escrito como 2005 GV210, é um objeto transnetuniano que está localizado no Cinturão de Kuiper, uma região do Sistema Solar. Este corpo celeste é classificado como um plutino, pois, o mesmo está em uma ressonância orbital de 2:3 com o planeta Netuno. Ele possui uma magnitude absoluta de 6,6 e tem um diâmetro estimado com 192 km. O astrônomo Mike Brown lista este corpo celeste em sua página na internet como um candidato a possível planeta anão.

## Descoberta
2005 GV210 foi descoberto no dia 12 de abril de 2005 pelo astrônomo Marc W. Buie.

## Órbita
A órbita de 2005 GV210 tem uma excentricidade de 0,169 e possui um semieixo maior de 39,469 UA. O seu periélio leva o mesmo a uma distância de 32,809 UA em relação ao Sol e seu afélio a 46,128 UA.